# Sofie Engel
Sofie Engel, född 6 oktober 1989 i Hässleholm i Skåne län, är en svensk innebandyspelare. Engel spelade för Pixbo Wallenstam IBK i Elitserien/SSL fram till säsongen 2013/2014 varefter hon valde att avsluta sin elitsatsning. Hon har innan dess spelat för klubbarna Hässleholms IF (moderklubb) och IK SödraDal. Engel har spelat 4 A-landskapsmatcher och 2 stycken U19 landskamper. 
Engel spelar back i Pixbo och säsongen 2013/2014 var hennes sjätte och sista säsong i SSL.
Hon har studerat på Göteborgs universitet där hon läst det Samhällsvetenskapliga miljövetarprogrammet och hon har även jobbat extra på Göteborgs Friidrottsförbund på Göteborgsvarvet, där hon bland annat ansvarat för deras miljödiplomering. Sofie Engel ligger på 10:e plats i listan över flest spelade matcher för Pixbos damlag i högsta serien + slutspel.
Engel är right-fattad trots att hon är högerhänt; detta är en relativt ovanlig kombination då man som högerhänt oftast spelar med left-fattning. Mitt under säsongen 2010/2011 skolades Engel om från att i hela sitt liv spelat forward till att istället börja spela back, vilket hon har gjort sedan dess.

## Tränarkarriär
Efter att Engel slutade spela i högsta serien 2014 och trappade ner med spel i division 1 med IBK Göteborg, passade hon på att starta sin tränarkarriär. Säsongen 2014/2015 var hon assisterande tränare för Hallands distriktslag flickor 15 i SM. Säsongen efteråt ledde hon samma lag som huvudansvarig tränare i SM för flickor 16.
Under 2016 var Engel assisterande förbundskapten för Kanadas U19-landslag i U19-världsmästerskap i innebyandy för damer som gick i Belleville i Kanada i maj 2016. I januari 2017 var Sofie Engel med som förbundskapten för Kanadas damlandslag som försökte kvala till Innebandy-VM 2017. Dock förlorade Kanada mot USA som tog Nordamerikas enda plats till VM.

## Meriter
- SM-Brons 2013/2014 med Pixbo Wallenstam IBK
- SM-brons 2011/2012 med Pixbo Wallenstam IBK
- SM-brons 2010/2011 med Pixbo Wallenstam IBK
- Guld Student VM 2010 & 2012 med Sverige.
- Årets damspelare i Skåne 2008
- SM-brons med Skånelaget 2004
- SM-brons flickor 16 med Hässleholms IF 2004
- Uttagen i Skånelaget 2004-2006